# Kaori Yamaguchi
Kaori Yamaguchi –en japonés, 山口 香, Yamaguchi Kaori– (28 de diciembre de 1964) es una deportista japonesa que compitió en judo. Ganó cinco medallas en el Campeonato Mundial de Judo entre los años 1980 y 1987, y dos medallas en el Campeonato Asiático de Judo en los años 1981 y 1985.

## Palmarés internacional
| Campeonato Mundial  | Campeonato Mundial          | Campeonato Mundial | Campeonato Mundial |
| Año                 | Lugar                       | Medalla            | Categoría          |
| ------------------- | --------------------------- | ------------------ | ------------------ |
| 1980                | Nueva York (Estados Unidos) | Medalla de plata   | –52 kg             |
| 1982                | París (Francia)             | Medalla de plata   | –52 kg             |
| 1984                | Viena (Austria)             | Medalla de oro     | –52 kg             |
| 1986                | Maastricht (Países Bajos)   | Medalla de plata   | –52 kg             |
| 1987                | Essen (RFA)                 | Medalla de plata   | –52 kg             |
| Campeonato Asiático |                             |                    |                    |
| Año                 | Lugar                       | Medalla            | Categoría          |
| 1981                | Yakarta (Indonesia)         | Medalla de oro     | –52 kg             |
| 1985                | Tokio (Japón)               | Medalla de oro     | –52 kg             |